# Okres lateński

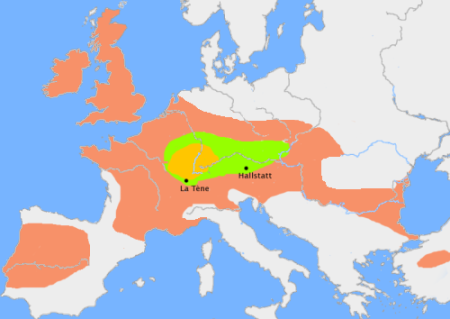
Rozprzestrzenianie się Celtów

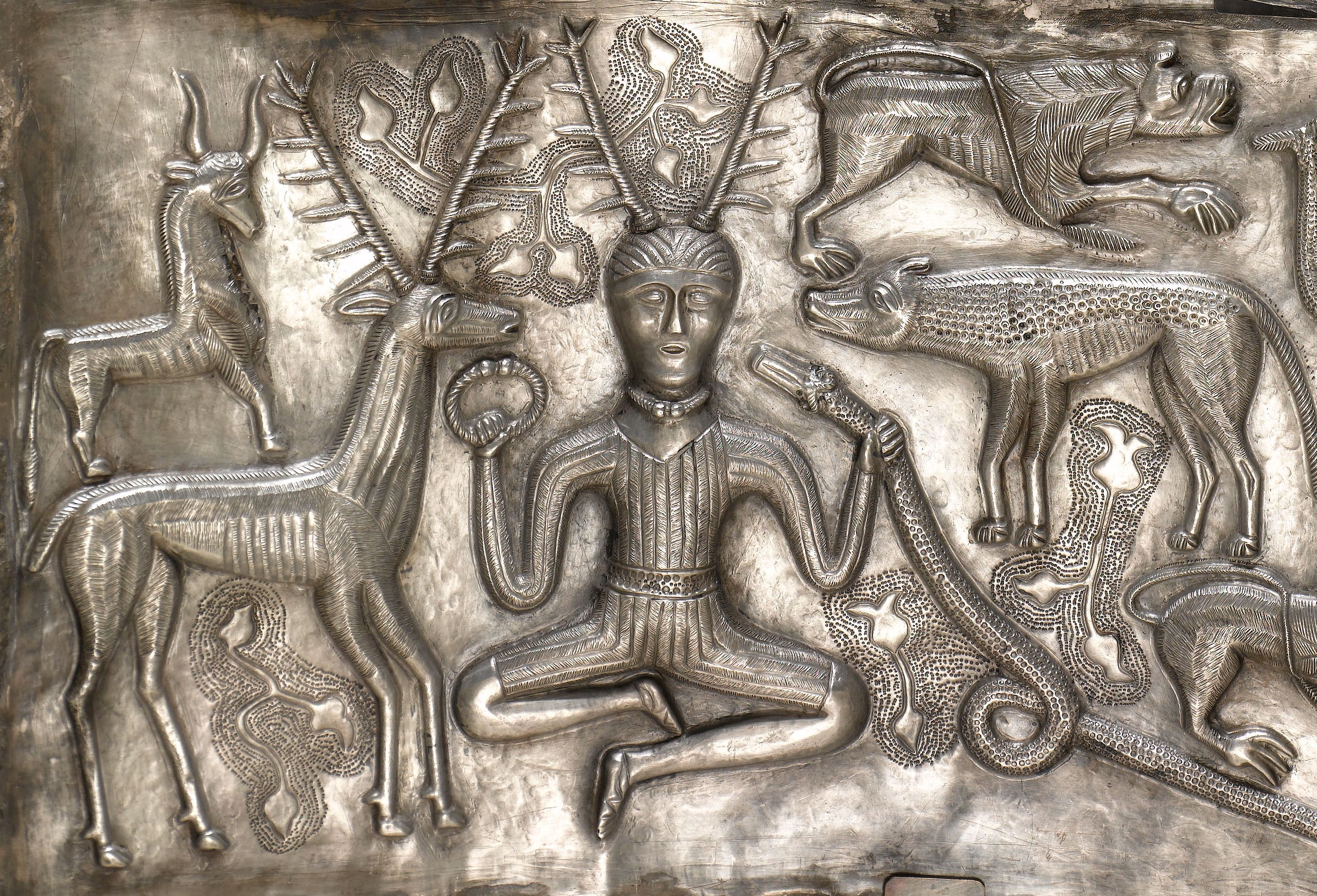
Wizerunek rogatego boga Cernunnosa w otoczeniu jelenia i psa lub wilka na kotle z Gundestrup

Okres lateński – okres w pradziejach Europy Środkowej i Zachodniej trwający od 400 p.n.e. do początku naszej ery. Nazwa okresu pochodzi od stanowiska archeologicznego La Tène w miejscowości La Tène. W tym czasie Europa znajdowała się pod kulturowymi wpływami stylu lateńskiego wywodzącymi się z obszarów zamieszkanych przez Celtów. Kultura lateńska powstała jako kontynuatorka zespołu zachodniohalsztackich grup kulturowych. Na jej peryferiach rozwijały się odmiany kultury lateńskiej: celtycko-iliryjska, celtycko-tracka i celtycko-germańska. Kolonizacja celtycka objęła również ziemie Europy Środkowo-Wschodniej; Czechy, gdzie osiedlili się Bojowie, Morawy (Wolkowie), Słowacja (Kotynowie, Anartowie) Górny i Dolny Śląsk, część Małopolski (Anartowie).
Na terenie Polski w tym okresie rozwijały się kultura wschodniopomorska, kultura przeworska, kultura oksywska, kultura jastorfska, kultura puchowska i kultura bałtyjska.

## Chronologia okresu lateńskiego

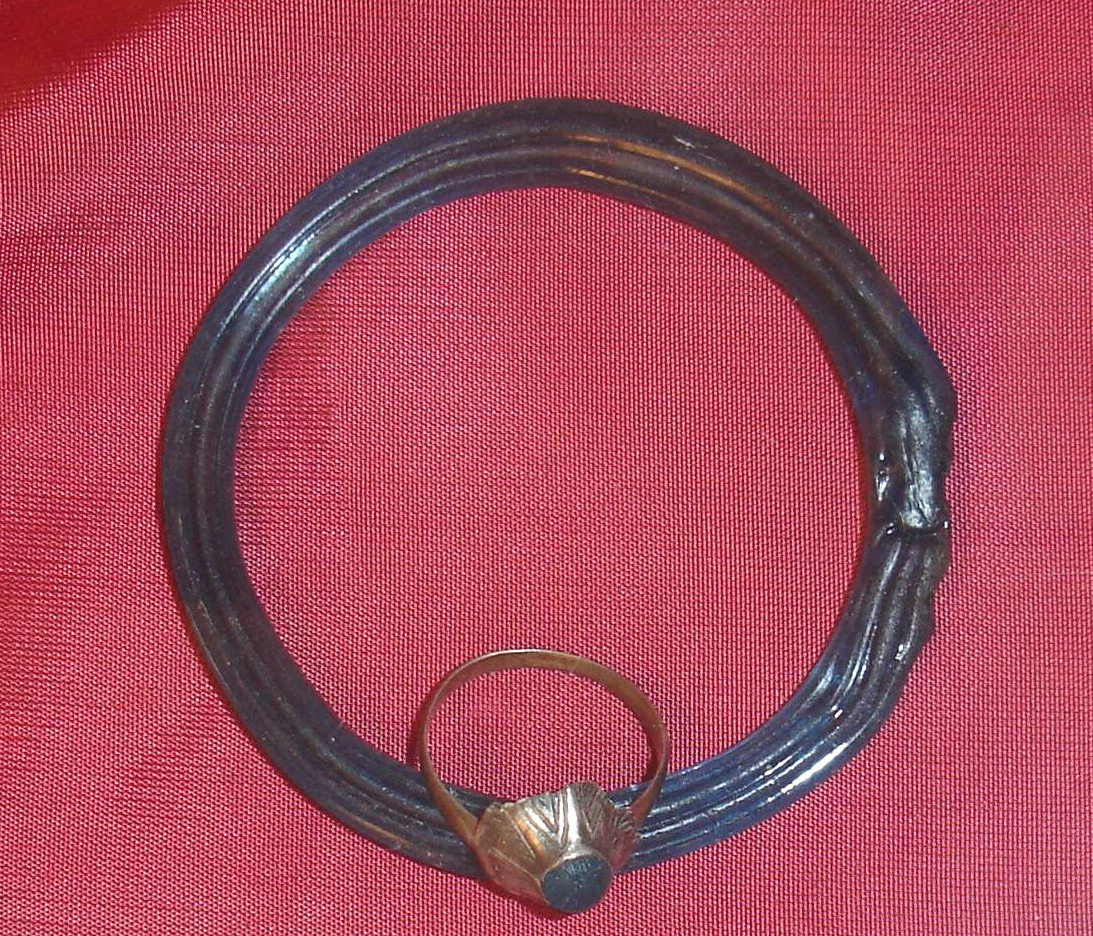
Celtycka szklana bransoleta i pierścień, Trepcza nad Sanem

| Okres            | według Dechelette | według Reinecke | Datowanie                                      |
| ---------------- | ----------------- | --------------- | ---------------------------------------------- |
| Wczesnolateński  | La Tène I         | La Tène A i B   | 480-300 p.n.e.                                 |
| Środkowolateński | La Tène II        | La Tène C       | 300-100 p.n.e. (regionalnie do ok. 150 p.n.e.) |
| Późnolateński    | La Tène III       | La Tène D       | 150/100 p.n.e. do pocz. I w. n.e.              |